# اچ‌ام‌ای‌اس اونا
اچ‌ام‌ای‌اس اونا (به انگلیسی: HMAS Una) یک کشتی بود. این کشتی در سال ۱۹۱۱ ساخته شد.